# Gisela Forst
Gisela Forst (geboren 20. April 1935; gestorben 27. Dezember 2012 in München) war eine deutsche Juristin. Sie war von 1971 bis 2000 Richterin und Vorsitzende Richterin am deutschen Bundespatentgericht.

## Beruflicher Werdegang
Forst war Regierungsdirektorin, bis sie zum 20. Juli 1971 zur Richterin am deutschen Bundespatentgericht in München ernannt wurde. Seit 1995 war sie dort Vorsitzende Richterin des 32. Senats für Markenbeschwerden VIII. Anzahl und Aufteilung der Senate kann je nach Geschäftsverteilungsplan von Jahr zu Jahr variieren. Wenn man mit der Erteilung oder Vernichtung einer Marke nicht einverstanden ist, kann man vor dem Bundespatentgericht eine Marken-Beschwerde einreichen. Rechtsgrundlage dafür sind die §§ 66–82 Markengesetz (MarkenG).
Im Jahr 2000 wurde Forst in den Ruhestand verabschiedet.